# 태어나기는 했지만
《태어나기는 했지만》(大人の見る繪本　生れてはみたけれど,  I Was Born, But...)은 일본에서 제작된 오즈 야스지로 감독의 1932년 드라마, 코미디 영화이다. 사이토 타츠오 등이 주연으로 출연하였다.

## 줄거리
요시 가족은 방금 도쿄 교외로 이사했다. 그들의 새 집은 아버지 켄노스케의 직속 상사인 이와사키가 머무는 곳과 가깝다. 켄노스케의 어린 두 아들 케이지와 료이치는 학교에 다녀야 하지만, 동네와 학교 불량배들의 위협 때문에 무단결석을 하기로 한다. 교사가 아버지에게 이야기한 후, 케이지와 료이치는 어쩔 수 없이 학교에 가게 된다. 그들은 불량배들에게 복수하기 위해 더 강해지고자 참새 알을 먹으려 시도한다. 하지만 나이 든 배달 소년 코조가 불량배들을 위협하는 데 도움을 주기로 하면서, 그들은 결국 무리 중에서 우두머리가 된다.
동네 아이들 중 한 명인 타로는 이와사키의 아들이다. 아이들은 누구의 아버지가 가장 힘 있는 사람인지를 두고 서로 다툰다. 얼마 지나지 않아 그들은 타로의 집을 방문한다. 그곳에서는 이와사키 아래에 모인 회사 직원들이 모여 있고, 이와사키는 모임의 즐거움을 위해 홈 무비를 상영한다. 두 형제는 영화를 통해 그들에게는 엄격하고 존경받는 아버지가 동료들과 상사 앞에서 어릿광대 노릇을 하는 모습을 목격한다.
굴욕감을 느낀 그들은 집으로 돌아와 아버지가 더 이상 중요한 인물이 아니라고 결론 짓는다. 그들은 큰 짜증을 내며 아버지에게 왜 타로의 아버지 앞에서 비굴하게 굽실거려야 하는지 따진다. 켄노스케는 타로의 아버지가 자신보다 부유하고 높은 지위에 있기 때문이라고 대답한다. 이 대답에 만족하지 못한 두 아이는 단식 투쟁을 하기로 결심한다. 료이치는 아버지에게 매를 맞지만, 아이들이 잠든 후 켄노스케는 아내에게 자신이 하는 일을 즐기지 않는다고 털어놓는다. 부부는 아이들의 더 나은 미래를 바란다.
다음 날, 아이들은 아침 식사 시간에 단식 투쟁을 시도하지만 오니기리 요리에 굴복한다. 켄노스케는 아이들과 화해에 성공한다. 아이들은 각각 중장과 대장이 되고 싶다고 말한다. 학교 가는 길에 그들은 차 안에 있는 타로의 아버지를 보고 자신들의 아버지에게 가서 인사하라고 재촉한다. 켄노스케가 편리하게 차를 타고 출근하는 동안, 두 형제는 타로와 나머지 무리와 함께 학교로 걸어간다.

## 출연

### 주연
- 사이토 타츠오
- 아오키 토미오

### 조연
- 요시카와 미츠코
- 스가와라 히데오
- 사카모토 타케시
- 하야미 테루요
- 카토 세이이치
- 코주피타 소이치

## 기타
- 미술: 키무라 요시로
- 미술: 츠노다 타케지로